# (6508) Rolčík
6508 Rolcik (1982 QM) – planetoida z pasa głównego asteroid okrążająca Słońce w ciągu 4,44 lat w średniej odległości 2,7 j.a. Odkryta 22 sierpnia 1982 roku.